# Calyptocichla
Calyptocichla is een monotypisch geslacht van zangvogels uit de familie buulbuuls (Pycnonotidae). De enige soort:
- Calyptocichla serinus  – Goudbuulbuul